# 藤原頼明
藤原 頼明（ふじわら の よりあき、生年不詳 - 万寿4年（1027年））は、平安時代中期の貴族。藤原北家勧修寺流、播磨守・藤原説孝の子。官位は従四位下・美濃守。

## 経歴
一条朝の中期に主殿助兼蔵人所雑色を務める。この間の長保2年（1000年）右兵衛佐・藤原重尹との間で諍いが発生したらしく、頼明が重尹の従者に拉致される事件が発生している。のち式部大丞を務める。寛弘元年（1004年）式部の巡爵は頼明の順番であったが、頼明らが故・源重文の邸宅の倉代の封印を勝手に開けたことを理由に内大臣・藤原公季が叙位を拒絶。これに対して頼明は愁文を提出しようやく従五位下に叙爵された。
後一条朝に入ると、太皇太后・藤原彰子に太皇太后宮大進として仕える。寛仁4年（1020年）右少弁を兼ねると、治安2年（1022年）正五位下に叙せられるが、万寿2年（1025年）従四位下・美濃守に叙任されて、受領に転じた。万寿3年（1026年）藤原彰子が出家したため頼明は大進も解かれている。
万寿4年（1027年）3月、頼明の屋敷が盗賊に襲われ、頼明の家人と揉め合った盗賊が放った火が周囲にも被害を与えた。同年、美濃守在職中のまま卒去。後任の美濃守には藤原庶政が取り急ぎ任ぜられた。

## 官歴
- 長徳4年（998年） 11月16日：見主殿助[5]。12月23日：見蔵人所雑色[5]
- 寛弘元年（1004年） 正月5日：見式部大丞[5]。正月6日：従五位下[5]
- 時期不詳：従五位上。太皇太后宮大進（太皇太后・藤原彰子）。讃岐守[6]
- 寛仁4年（1020年） 11月29日：右少弁、太皇太后宮大進如故[7]
- 治安2年（1022年） 正月7日：正五位下（安芸国造宮賞、平野大原野両度行幸行事賞）[7]。
- 万寿2年（1025年） 正月5日：従四位下[7]。正月29日：美濃守、太皇太后宮大進如故、元右少弁[7]
- 万寿3年（1026年） 正月19日：停大進（藤原彰子出家）[8][9]
- 万寿4年（1027年） 3月7日：見美濃守[10]。11月26日：故人[11]

## 系譜
『尊卑分脈』による。
- 父：藤原説孝
- 母：源信明の娘
- 妻：源懿子（源高雅の娘） - のち藤原長家妾[12]
  - 男子：藤原惟任
  - 男子：藤原憲輔（?-1079）
- 妻：藤原忠規の娘
  - 男子：藤原説頼
- 生母不詳の子女
  - 男子：長照[6]